# Timorlijster
De timorlijster (Geokichla peronii; synoniem: Zoothera peronii) is een zangvogel uit de familie Turdidae (lijsters). De vogel werd in 1818 door  Louis Jean Pierre Vieillot beschreven en als eerbetoon vernoemd naar de Franse natuuronderzoeker François Auguste Péron (1775-1810).

## Verspreiding en leefgebied
Deze soort telt 2 ondersoorten:
- G. p. peronii: Roti en westelijk Timor.
- G. p. audacis: van oostelijk Timor en Wetar tot Babar.